# Tayassuidae
Tayassuidae este o familie de mamifere de dimensiuni medii din ordinul Artiodactyla, subordinul Suina.

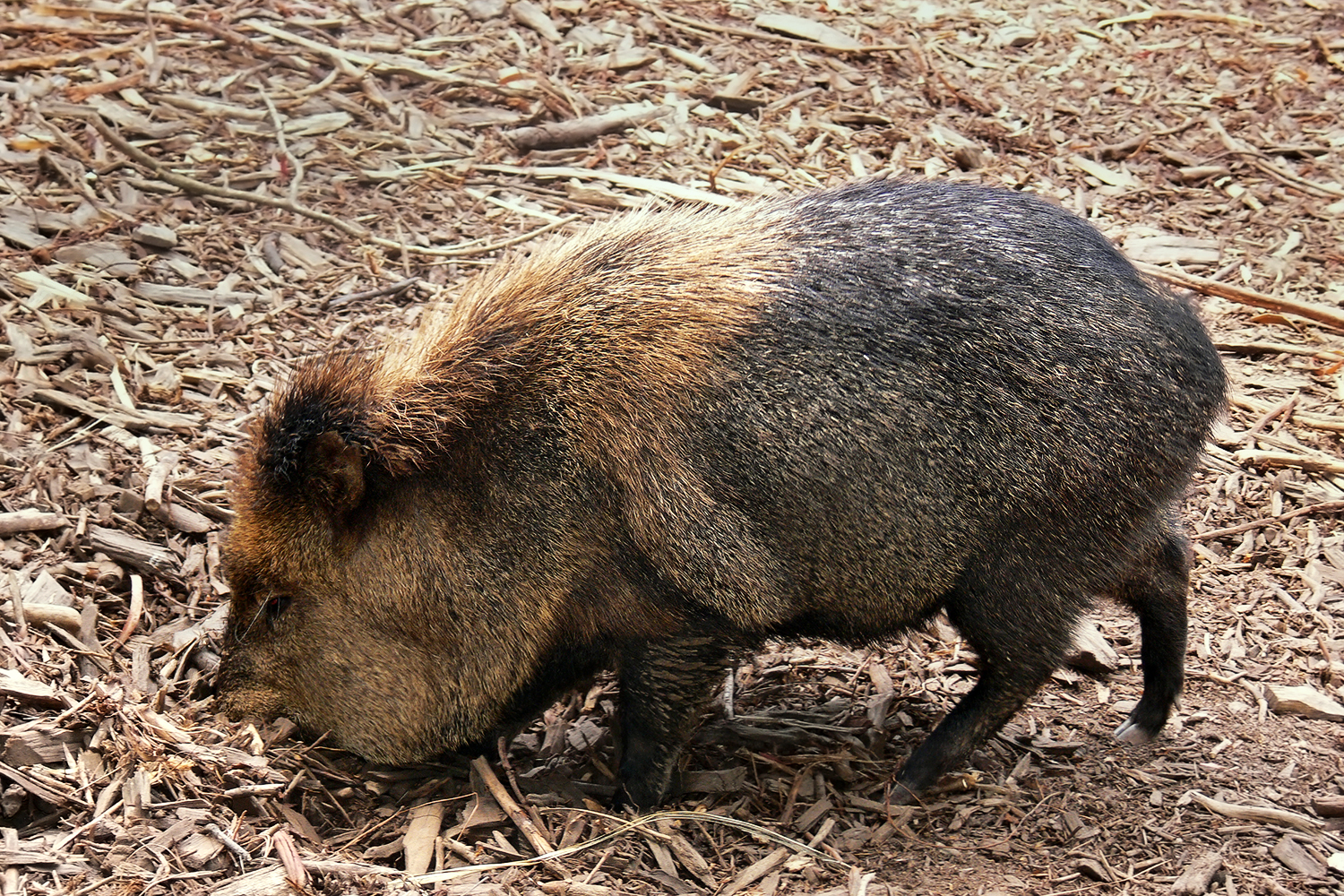
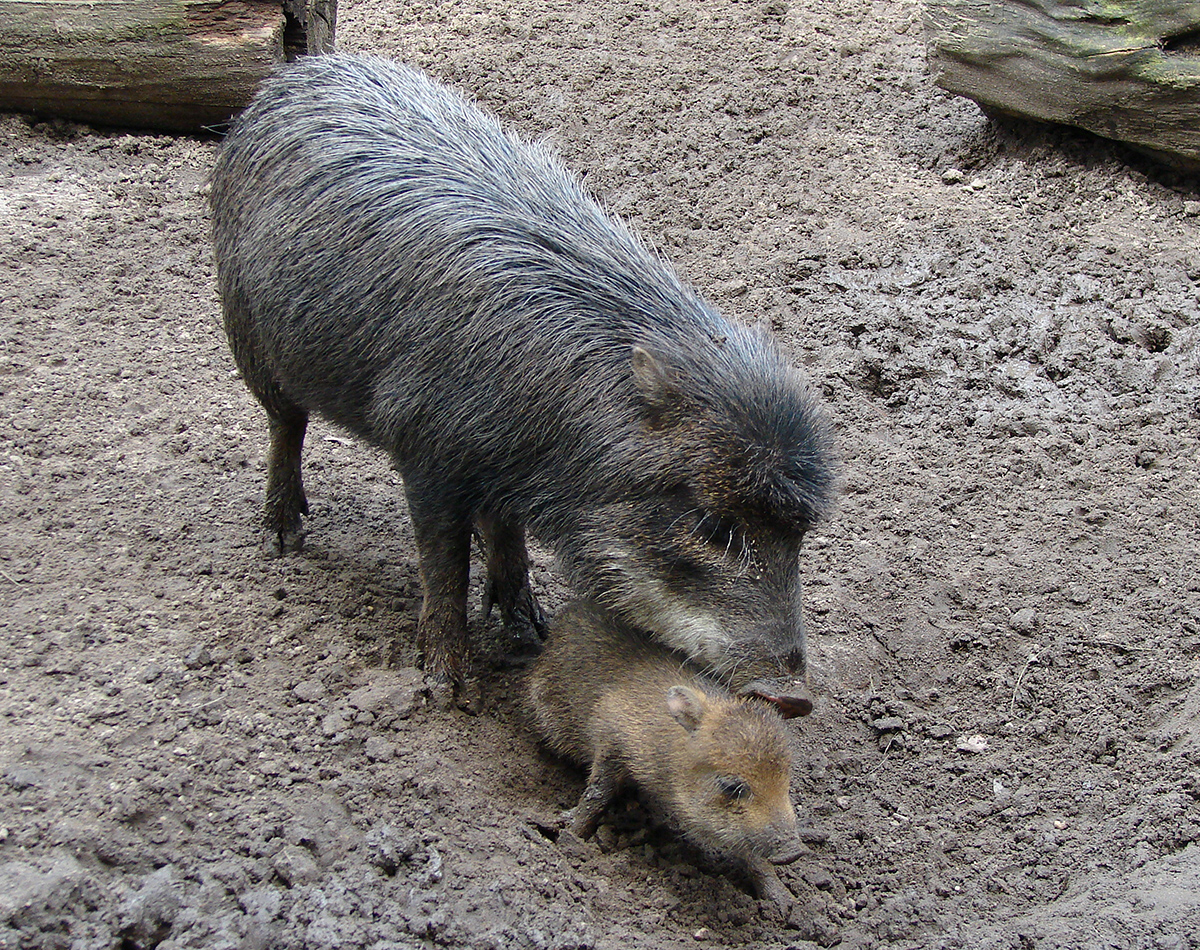
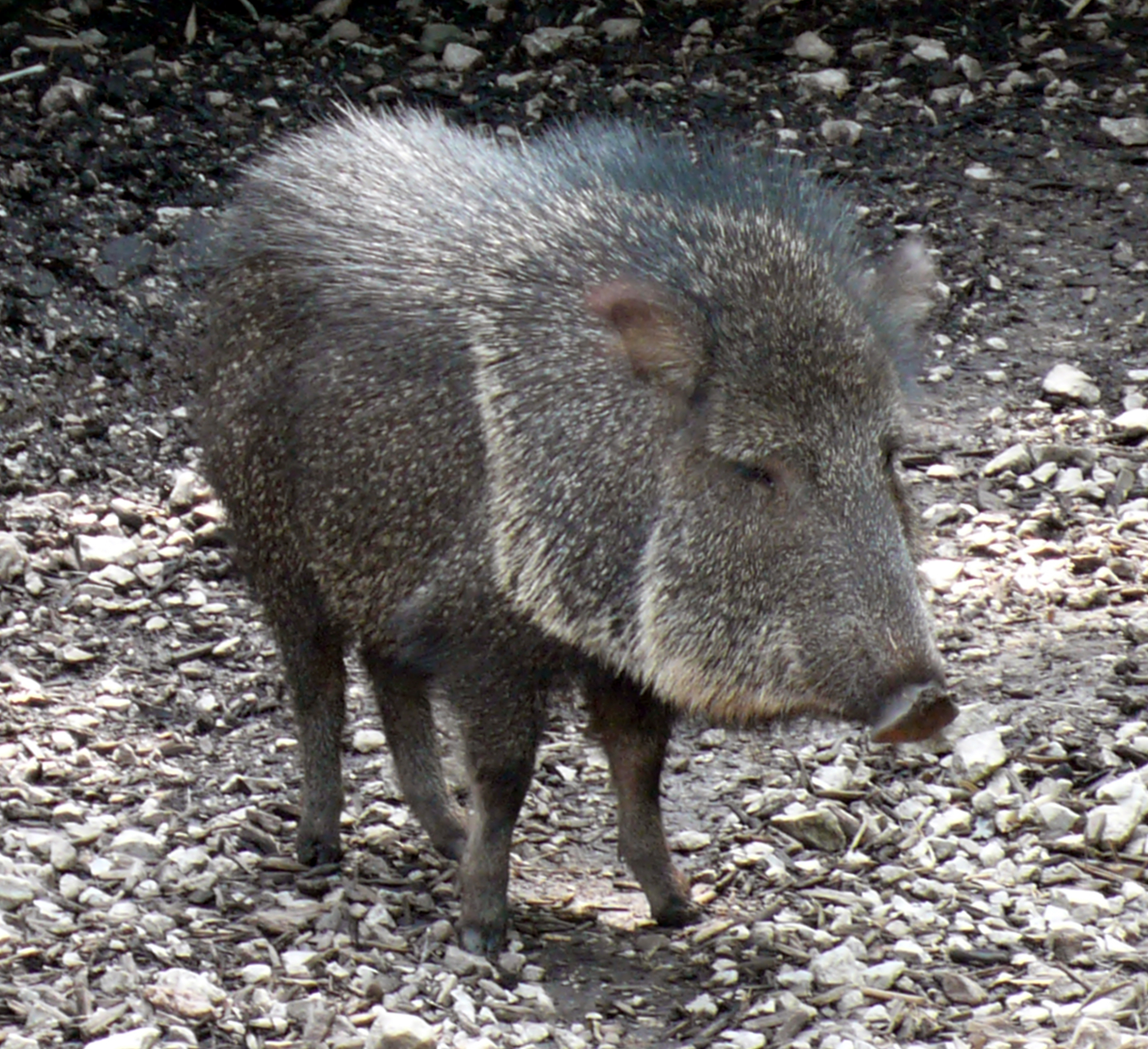